# Kathleen Battle
Kathleen Battle (født 13. august 1948) er en amerikansk operasangerinde i sopran-registret.
Hun har en lyrisk stemme der er beskrevet som "ren sølv".
I hendes repertoire indgår gospels, f.eks. His eye is on the sparrow.
Foruden arbejde på operascenen har hun medvirket i flere opera-tv-film.